# 原町郵便局 (福島県)
原町郵便局（はらまちゆうびんきょく）は、福島県南相馬市にある郵便局。民営化前の分類では集配普通郵便局であった。

## 概要
住所：〒975-8799 福島県南相馬市原町区三島町1-34
南相馬市で取集された全ての郵便物が到着する。市内へ配達される郵便物を除き、集められた郵便物は郡山東郵便局へ送られる。

### 分室
分室はなし。過去に存在した分室は以下のとおり。
- 保険分室 - 1953年（昭和28年）に廃止。簡易生命保険および郵便年金事務のみの取扱であった。

## 沿革
- 1872年（明治5年）旧7月 - 原ノ町郵便取扱所として開設[1]。
- 1875年（明治8年）1月1日 - 原ノ町（五等）郵便局となる。
- 1883年（明治16年）6月16日 - 貯金取扱を開始。
- 1885年（明治18年） - 為替取扱を開始。
- 1897年（明治30年）1月1日 - 原ノ町郵便電信局となる。
- 1903年（明治36年）4月1日 - 通信官署官制の施行に伴い原ノ町郵便局となる。
- 1949年（昭和24年）
  - 3月15日 - 特定郵便局から普通郵便局に局種別改定[2]。
  - 6月1日 - 逓信省が郵政省と電気通信省に分割するのに伴って、原ノ町郵便局と原ノ町電報電話局に分割[3]。
- 1950年（昭和25年）12月15日 - 相馬郡原町南新田に保険分室を設置[4]。
- 1953年（昭和28年）
  - 7月 - 局舎新築落成。
  - 8月1日 - 保険分室を廃止。
- 1954年（昭和29年）8月1日 - 原町郵便局に改称。
- 1956年（昭和31年）9月1日 - 電話通話および和文電報配達事務の取扱を開始。
- 1985年（昭和60年）2月4日 - 原町市南町一丁目から同市三島町一丁目に移転。
- 1989年（平成元年）9月11日 - 信田沢郵便局および磐城太田郵便局から集配業務を移管。
- 1998年（平成10年）9月1日 - 外国通貨の両替および旅行小切手の売買に関する業務取扱を開始。
- 2005年（平成17年）3月13日 - 大甕簡易郵便局の一時閉鎖[5]に伴い、取扱事務を承継[6]。
- 2007年（平成19年）10月1日 - 民営化に伴い、併設された郵便事業原町支店に一部業務を移管。
- 2012年（平成24年）10月1日 - 日本郵便株式会社発足に伴い、郵便事業原町支店を原町郵便局に統合。
- （時期不明）-　浪江郵便局から統括機能を移管し、同時に浪江、津島（東日本大震災により閉鎖→集配部門は同局の集配分室に）、小高、鹿島、上真野の各局を管轄下に置く。

## 取扱内容
- 郵便、印紙、ゆうパック、内容証明
- 貯金、為替、振替、振込、国際送金、国債、投資信託
- 生命保険、バイク自賠責保険、自動車保険、がん保険、引受条件緩和型医療保険
- ゆうちょ銀行ATM
- 南相馬市内の一部地域の集配業務
- ゆうゆう窓口

## 周辺
- 南相馬市役所
- 南相馬市民文化会館（ゆめはっと）
- 福島県立相馬農業高等学校
- 夜の森公園

## アクセス
- JR常磐線 原ノ町駅から徒歩約18分
- 福島交通バス、農高前停留所下車
- 駐車場あり：29台